# Атлетика на Медитеранским играма 2013 — 400 метара препоне за жене
Трка на 400 метара са препонама у женској конкуренцији на Медитеранским играма 2013 одржана је у турском граду Мерсину 27. јуна, на Атлетском стадиону Невин Јанит.
Учествовало је 7 такмичарки из 4 земље.

## Земље учеснице
- Италија (2)
- Мароко (2)
- Србија (1)
- Турска (2)

## Сатница
Време (UTC+3).
| Датум        | Време | Ниво   |
| ------------ | ----- | ------ |
| 27. јун 2013 | 20,10 | Финале |

## Победнице
|                       |                    |                         |
| Hayat Lambarki Мароко | Lamia Lhabz Мароко | Мануела Ђентили Италија |

## Резултати

### Финале
| Пл. | Атлетичарка      | Држава  | Резултат | Бел. |
| --- | ---------------- | ------- | -------- | ---- |
|     | Hayat Lambarki   | Мароко  | 55,27    | ЛР   |
|     | Lamia Lhabz      | Мароко  | 55,51    | ЛР   |
|     | Мануела Ђентили  | Италија | 55,89    | ЛРС  |
| 4   | Франческа Довери | Италија | 56,65    | ЛР   |
| 5   | Birsen Engin     | Турска  | 57,72    |      |
| 6   | Озге Акин        | Турска  | 58,13    |      |
| 7   | Мила Андрић      | Србија  | 1:01,33  |      |